# Puente de San Esteban de Gormaz
El puente de San Esteban de Gormaz es un puente de origen medieval sobre el río Duero situado en la localidad de San Esteban de Gormaz, provincia de Soria, España. Es parte del itinerario de la N-110 que une Soria con Plasencia.

## Historia
Se trata de un puente de piedra, de dieciséis ojos, sobre el Duero. Pelayo Artigas y Corominas indica que seguramente debió sustituir a otro romano, contribuyendo en todo tiempo a la importancia de la localidad de San Esteban. Reconstruido en la Edad Media, fue considerablemente restaurado en 1526, y luego en 1717, como lo indica la siguiente inscripción en un sillar de la pila novena:

I. H. S.

Reinando la Majestad de (Don Felipe) V se hizo esta obra, siendo (Juez de) ella el Licenciado Don Juan Alfonso (Col)menero

Corregidor de Aranda y Oidor (nombrado para) la Real Audiencia de la ciudad de (Oviedo).

Contaba con una robusta torre, demolida en los primeros años del siglo XX, cuando se recalzó e hicieron los apartaderos de que dispone. En dicha torre había una hornacina con la Virgen de la Cántara. A comienzos de la década de 1930 se ensanchó y reforzó la estructura del puente.
El 10 de marzo de 2025 se produjo el hundimiento de parte de la acera y pretil de uno de los apartaderos debido al aumento del caudal del Duero. Las autoridades indicaron la posibilidad de que el puente hubiera sufrido daños estructurales, por lo que se cortó el tráfico rodado sobre el puente de manera indefinida y se reordenó el tráfico afectado de la N-110, vía principal de comunicación entre el occidente de la provincia de Soria y el oriente de la provincia de Segovia y la Comunidad de Madrid. Tras confirmarse los daños estructurales, el Ministerio de Transportes acometió su reparación, reabriéndose al tráfico el 7 de mayo de dicho año.
La Junta de Castilla y León y el Ministerio de Defensa emprendieron la construcción de un puente militar alternativo de carácter provisional para cruzar el Duero a la altura del polígono industrial La Tapiada, cuya construcción está siendo realizada por el Regimiento de Pontoneros y Especialidades de Ingenieros n.º 12 del Ejército de Tierra, con base en Zaragoza. Su apertura se espera para junio de 2025.